# Dodești (gmina)
Dodești – gmina w Rumunii, w okręgu Vaslui. Obejmuje miejscowości Dodești i Urdești. W 2011 roku liczyła 1724 mieszkańców.